# سمير الضامر
سميرالضامر باحث وكاتب سعودي مختص في الدراسات الثقافية والفلكلور الشعبي، ولد في الأحساء عام 1975م. صدرت له العديد من المؤلفات عن الثقافة والآداب والفنون الشعبية في السعودية والخليج العربي، من بينها كتاب (البشتخته)، وكتاب (احزايه).

## التعليم
- حاصل على درجة البكالوريوس.
- حاصل على درجة الماجستير من جامعة مؤتة في الأردن.
- حاصل على الدكتوراه في الأدب والنقد من جامعة مؤتة في الأردن عام 2009م.[2] وكان موضوع أطروحته «قصص الأنبياء في التراث العربي: تحليل سيميائي سردي».[5]

## مشاركات وعضويات
- تعاون مع مؤسسة عبد العزيز بن سعود البابطين للإبداع الشعري في الكويت لتأليف (معجم شعراء العربية للقرنين البابط التاسع عشر والعشرين) عام ٢٠٠٨م.
- شارك في تأليف الأطلس المصور للتربية السياحية. الهيئة العامة للسياحة والآثار عام 1434هـ.[2]
- شارك في أمسية (تأثير الأغنية أيام زمان على صياغة ذوق المجتمع الخليجي) التي نظمتها جمعية الثقافة والفنون في الدمام عام 2013م.[6]
- عضو لجنة تقييم مشاركات مسابقة الفلكلور الشعبي التي نظمتها وزارة الثقافة السعودية.[7]
- شارك في ملتقى (أساطير السعودية) الذي نظمته جمعية الثقافة والفنون في جازان عام 2021م.[8]

## إصدارات
| الكتاب                                                                                    | سنة النشر | ملاحظات                             |
| ----------------------------------------------------------------------------------------- | --------- | ----------------------------------- |
| تحقيق كتاب: مطالع البدور في منازل السرور لعلي الغزولي                                     | 2002م     | رسالة ماجستير.                      |
| قصص الأنبياء في التراث العربي                                                             | 2009م     | رسالة دكتوراه.                      |
| مبدع قتلته أسئلته                                                                         | 2009م     | [ 11 ]                              |
| كتأويل الأحاديث: قراءات نقدية ثقافية                                                      | 2010م     | صدر عن نادي المنطقة الشرقية الأدبي. |
| البشتخته: بحث توثيقي للفن الشعبي الحساوي في المملكة العربية السعودية                      | 2015م     | [ 13 ]                              |
| احزايه: ما روته عايشة بنت صالح الفرحان لحفيدها سمير الضامر ومعجم الرواة والمرويات الشعبية | 2021م     | [ 14 ]                              |
| البُقشه: أوراق متفرقة في الثقافة الشعبية                                                   | 2022م     |                                     |
| أطلس الأدب الشعبي                                                                         | 2024      |                                     |